# Objeto próximo a la Tierra

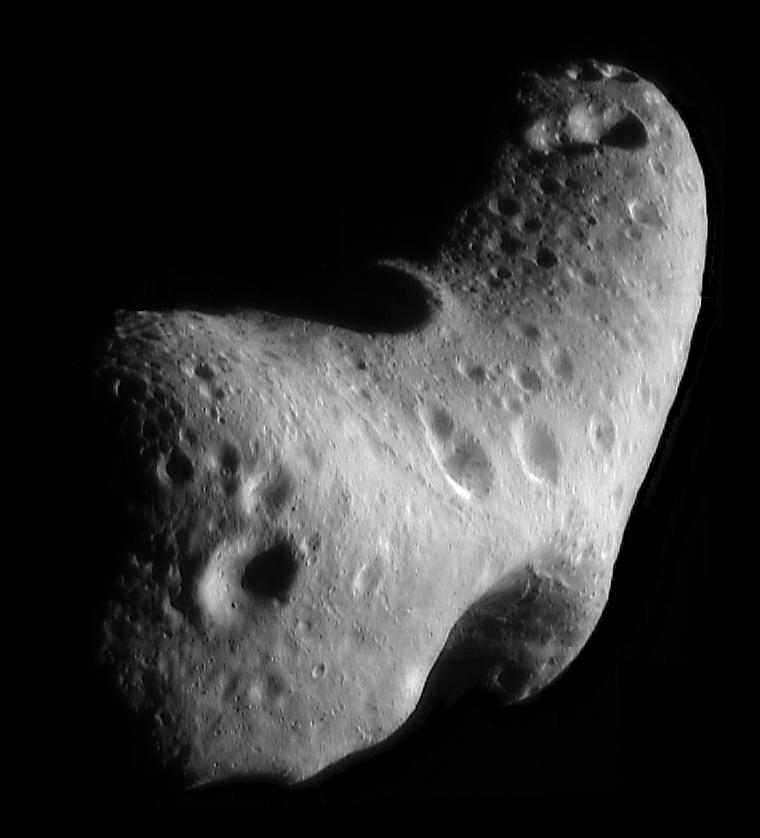
El asteroide (433) Eros es un objeto cercano a la tierra que ha sido visitado por la sonda NEAR Shoemaker.

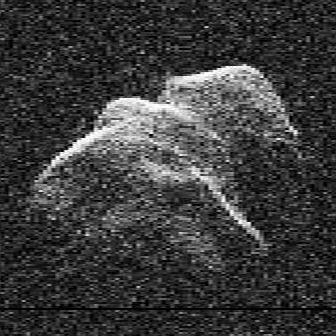
El asteroide (4179) Toutatis es un objeto potencialmente peligroso que de nuestro mundo ha pasado a una distancia de 2.3 veces la distancia a la Luna

En astronomía, los objetos próximos a la Tierra (más conocidos por su acrónimo en inglés NEO, Near Earth Object) son cometas y asteroides atrapados por la atracción del Sol o los distintos planetas, en órbitas que podrían hacerlos penetrar en las cercanías de la Tierra. Los cometas, formados en las regiones exteriores frías del sistema solar, están mayoritariamente compuestos de hielo y polvo. Los asteroides, por su parte, son rocosos y se formaron entre las órbitas de Marte y Júpiter. Planetas como Júpiter, Saturno, Urano y Neptuno se formaron por agregación de miles de millones de cometas. De la misma manera, Mercurio, Venus, la Tierra y Marte se formaron por la agregación inicial de otro gran número de asteroides. Los sobrantes constituyen los cometas y asteroides que conocemos hoy.

## Tipos de NEO
Los NEO se clasifican según su tipo, tamaño y órbita:
- meteoroides próximos a la Tierra: objetos con diámetro menor de 50 metros;
- cometas próximos a la Tierra, llamados NEC por las siglas de su nombre en inglés Near Earth Comets, incluyen sólo los cometas de periodo orbital corto, inferior a 200 años;
- asteroides cercanos a la Tierra, llamados NEA por las siglas de su nombre en inglés Near Earth Asteroid, son la gran mayoría de los NEO y se clasifican en tres grupos, según su radio orbital medio, perihelio y afelio:
  - los asteroides Atón cuyo radio orbital medio es inferior al terrestre (1 ua) y tienen un afelio mayor que el perihelio terrestre (0,983 ua), lo cual hace que generalmente estén dentro de la órbita terrestre;
  - los asteroides Apolo cuyo radio orbital medio es mayor que el terrestre (1 ua) y tienen un perihelio menor que el afelio terrestre (1,017 ua);
  - los asteroides Amor cuyo radio orbital medio está entre las órbitas de la Tierra y Marte y cuyo perihelio está entre 1,017 y 1,3 ua, es decir, ligeramente fuera de la órbita terrestre. Este tipo de asteroides suelen cruzar la órbita de Marte, pero no cruzan la de la Tierra.

Los NEC y NEA cuya distancia mínima de intersección orbital con la terrestre es de 0,05 ua o menor y tienen una magnitud absoluta de 22,0 o más, se denominan respectivamente «cometas potencialmente peligrosos» o «PHC», por las siglas de su nombre en inglés Potentially Hazardous Comets; y asteroides potencialmente peligrosos o PHA, por las siglas de su nombre en inglés Potentially Hazardous Asteroids.

## Spaceguard Survey
Para la detección y catalogación de estos objetos existen varios programas internacionales denominados genéricamente «Spaceguard Survey» (por el nombre de uno de ellos), que utilizan telescopios de centros astronómicos y universidades de todo el mundo. Están liderados por Estados Unidos, Rusia, Francia y Australia.
Los recursos asignados a Spaceguard Survey son muy bajos y por ello se han sufrido fracasos sonados: más de una vez se detectó un objeto potencialmente peligroso cuando ya se alejaba de la Tierra. Ni los gobiernos ni la opinión pública consideran prioritario este asunto y aunque recientemente ya se hayan producido dos «avisos» que no fueron detectados (ver evento del Mediterráneo Oriental y evento de Vitim).
Pese a la escasez presupuestaria, se cree que a base de ingenio y trabajo los distintos Spaceguard Surveys tienen catalogados al menos la mitad de los objetos con diámetro superior a 1 km.
En España hay varios centros astronómicos incluidos en la red Spaceguard Spain dedicados a la búsqueda, seguimiento y estudio de estos cuerpos.

## Acercamientos recientes

### En 2011
- 2011 CQ1
- 2011 MD

### En 2012
- (367943) Duende

### En 2014
- 2014 DX110

### En 2015
- 2015 TB145

### En 2017
- 2014 JO25